# Microtus afghanus
Microtus afghanus és una espècie de mamífer rosegador de la família dels cricètids que es troba a l'Afganistan, el Tadjikistan, el Turkmenistan i l'Uzbekistan.